# Buttenheim
Buttenheim é um município da Alemanha, no distrito de Bamberg, na região administrativa da Alta Francónia, estado de Baviera.

## Imagens

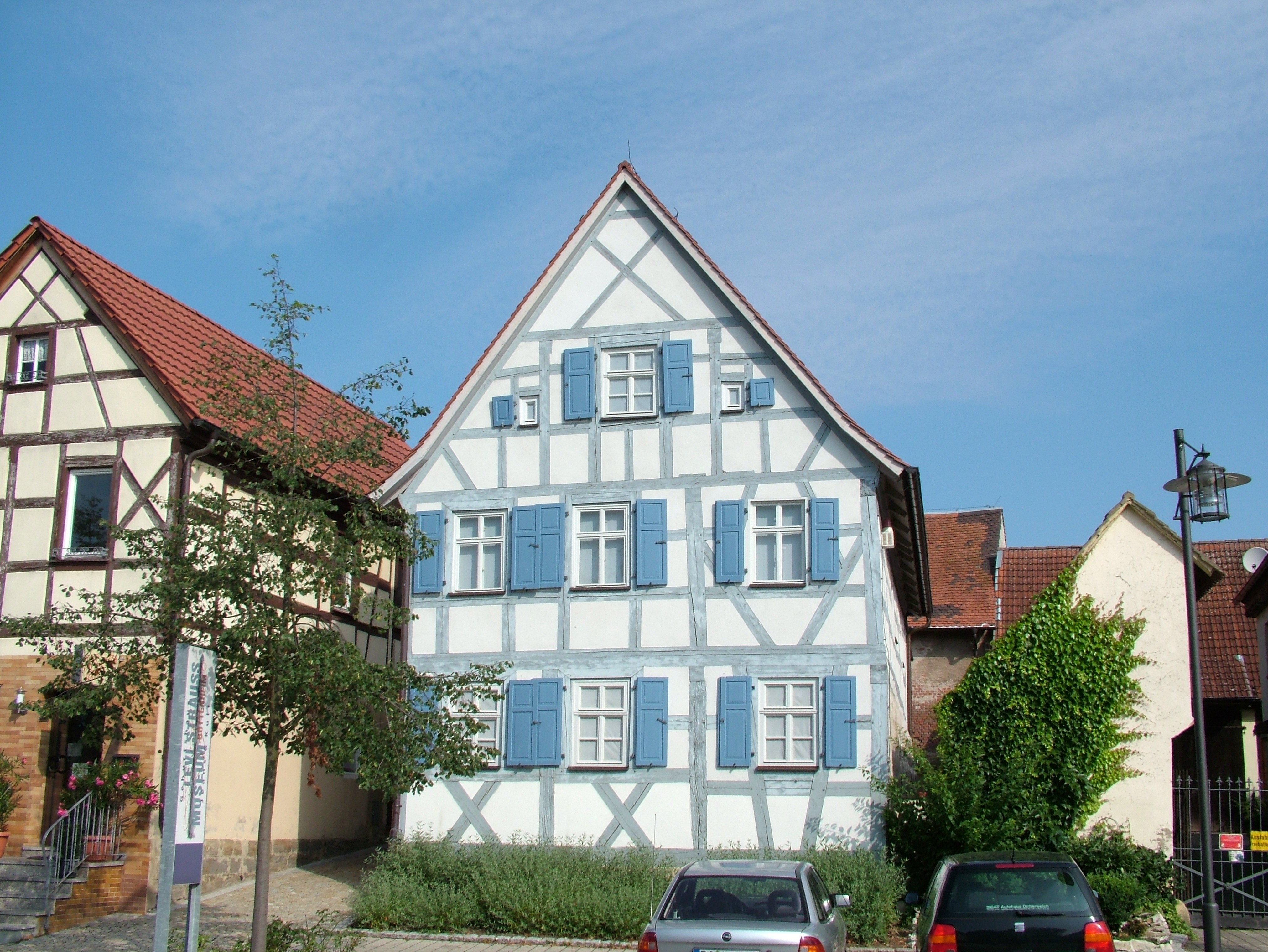
Casa de Levi Strauss / Museu
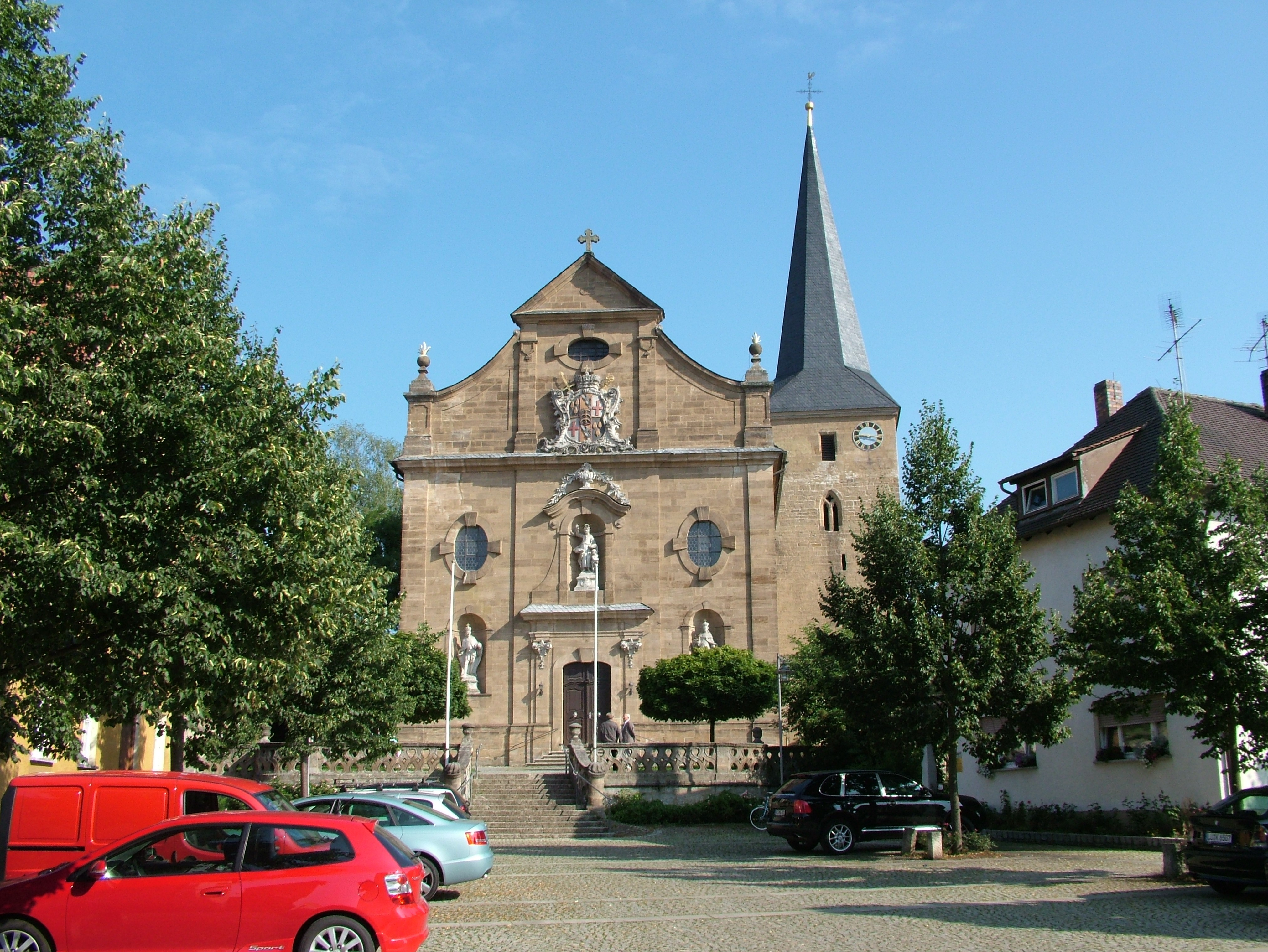
Igreja Paroquial